# Уђано Монтефуско (Таранто)
Уђано Монтефуско (итал. Uggiano Montefusco) је насеље у Италији у округу Таранто, региону Апулија.
Према процени из 2011. у насељу је живело 1667 становника. Насеље се налази на надморској висини од 97 м.